# 圣诞怪杰 (游戏)
《圣诞怪杰》是一款由Artificial Mind & Movement和科乐美制作、科乐美发行的平台游戏。游戏于2000年10月在Dreamcast发行。游戏后移植至Windows等平台。
游戏根据同名电影制作。
游戏收到混合至负面评价。GameRankings给予游戏Dreamcast版本49.67%的分数。